# Thomas Keneally
Thomas Michael Keneally AO (Sydney, 7 d'octubre de 1935) és un escriptor australià, autor de la novel·la La llista de Schindler, que va ser adaptada al cinema en la popular pel·lícula de Steven Spielberg, i amb la qual va guanyar el Premi Booker.

## Biografia
Nascut a Sydney, Keneally es va educar al St. Patrick 's College de Strathfield, on s'hi ha establert un premi literari que porta el seu nom. Va ingressar en el Seminari de Sant Patrici de Manly per ser sacerdot catòlic, però ho va abandonar abans de la seva ordenació. Va treballar com a mestre d'escola a Sydney abans del seu èxit com a novel·lista, i va ser professor a la Universitat de Nova Anglaterra (1968-1970).
Keneally era conegut com a «Mick» fins al 1964, però va començar a utilitzar el nom de Thomas ja en la seva primera publicació, seguint els consells del seu editor d'usar el que és realment el seu primer nom.
En 1983 va ser nomenat un oficial de l'Ordre d'Austràlia (AO). És un dels Australian Living Treasures i al llarg de la seva vida ha destacat com un ferm defensor de la República d'Austràlia, en el sentit de la ruptura dels llaços amb la monarquia britànica, i fins i tot va publicar el llibre Our Republic el 1993. Diversos dels seus assajos republicans apareixen en el lloc web del Moviment Republicà d'Austràlia.
Keneally també ha actuat en algunes pel·lícules. Va tenir un petit paper a The Chant of Jimmie Blacksmith (basada en la seva novel·la) i va exercir el paper de pare Marshall en la pel·lícula de Fred Schepisi, The Devil's Playground (1976).
El març de 2009, el primer ministre australià, Kevin Rudd, va regalar una còpia autografiada per Keneally de la seva biografia d'Abraham Lincoln al President dels Estats Units Barack Obama com un regal d'Estat.

## Escriptor
La major part de l'obra novel·lística de Keneally són reinterpretacions de material històric en què modernitza la seva psicologia i estil. Aquesta estil és especialment clar en La llista de Schindler i en la seva biografia d'Abraham Lincoln, on mitjançant diàlegs ficticis recrea situacions històriques.
També ha escrit guions, memòries i llibres de no-ficció.

## Obra

### Novel·les
- The Place at Whitton (1964)
- The Fear (1965), edición revisada el 1989 com a By the Line.
- Bring Larks and Heroes (1967)
- Three Cheers for the Paraclete (1968)
- The Survivor (1969)
- A Dutiful Daughter (1971)
- Blood Red, Sister Rose (1974)
- Gossip from the Forest (1975)
- Season in Purgatory (1976)
- Ned Kelly and the City of the Bees (1978)
- A Victim of the Aurora (1978)
- Passenger (1979)
- Confederates (1979)
- The Cut-Rate Kingdom (1980)
- Schindler's Ark (1982), guanyadora de Premi Booker, després titulada La llista de Schindler.
- A Family Madness (1985)
- The Playmaker (1987)
- Act of Grace (1985), (amb el pseudònim de William Coyle)
- By the Line (1989)
- Towards Asmara (1989)
- Flying Hero Class (1991)
- Chief of Staff (1991), (amb el pseudònim William Coyle)
- Woman of the Inner Sea (1993)
- Jacko (1993)
- A River Town (1995)
- Bettany's Book (2000)
- An Angel in Australia (2000), també publicada com a Office of Innocence
- The Tyrant's Novel (2003)
- The Widow and Her Hero (2007)
- The People's Train (2009)
- The Daughters of Mars (2012)

- Shame and the Captives (2014)
- Napoleon's Last Island (2015)
- Crimes of the Father (2016)
- Two Old Men Dying (2018)
- The Book of Science and Antiquities (2019)
- The Dickens Boy (2020)

Sèrie The Monsarrat, escrita amb Meg Keneally
- The Soldier’s Curse (2016)
- The Unmourned (2017)
- The Power Game (2018)
- The Ink Stain (2019)

### No-ficció
- Moses the Law-Giver (1975)
- Outback (1983)
- Australia: Beyond the Dreamtime (1987)
- The Place Where Souls are Born: A Journey to the Southwest (1992)
- Now and in Time to Be: Ireland and the Irish (1992)
- Memoirs from a Young Republic (1993)
- The Utility Player: The Des Hasler Story (1993)
- Our Republic (1995)
- Homebush Boy: A Memoir (1995)
- The Great Shame (1998)
- American Scoundrel (2002)
- Lincoln (2003)
- A Commonwealth of Thieves: The Improbable Birth of Australia (2005)
- Searching for Schindler: A Memoir (2007)

- Australians: Origins to Eureka (2009)
- Three Famines: Starvation and Politics (2011)
- Australians: Eureka to the Diggers (2011)
- Australians: Flappers to Vietnam (2014)
- Australians: A Short History (2016)

### Teatre
- Halloran's Little Boat (1968)
- Childermas (1968)
- An Awful Rose (1972)
- Bullie's House (1981)